# Corniola

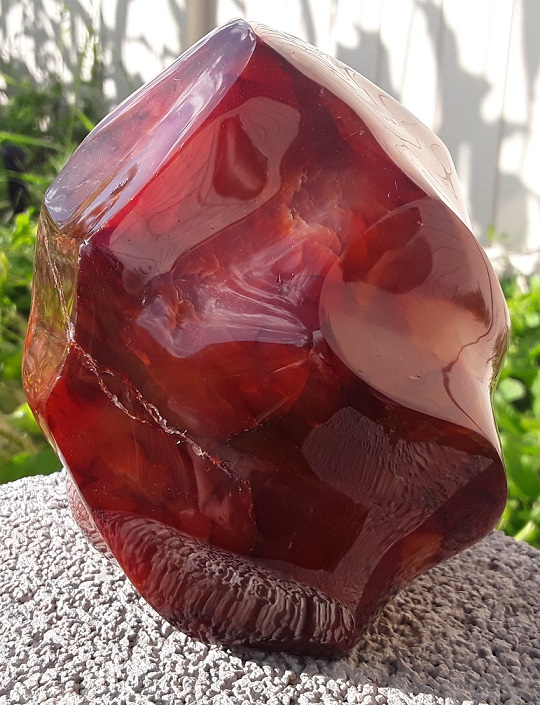
Corniola

La corniola o cornalina è una varietà rossa molto nota di calcedonio, membro a sua volta della famiglia dei quarzi criptocristallini. Alla stessa famiglia appartengono l'agata, l'onice, l'eliotropio e il crisoprasio. È un diossido di silicio (formula {\displaystyle {\ce {SiO2}}}), cristallizza nel sistema monoclino e i cristalli hanno frattura concoide. 

## Caratteristiche morfologiche
La sua colorazione più pregiata è quella rosso-arancio, più propriamente detta sarda (anche sardio o sardia o sardonica), dovuto alla presenza di ossidi di ferro, mentre le tonalità più chiare sono da attribuirsi all'idrossido di ferro. Se si sottopone il minerale ad un leggero riscaldamento, il suo colore diventa più intenso per poi ritornare alla tinta originaria quando è allontanata la fonte di calore.
La durezza va da 6.5 a 7 della scala di Mohs, come per tutti i quarzi, e questo fatto la rende molto adatta ai lavori di incisione oltre che alla produzione di sfere per collane. La sardonica e la corniola sono entrambi utilizzati nella produzione di cammei.

## Storia

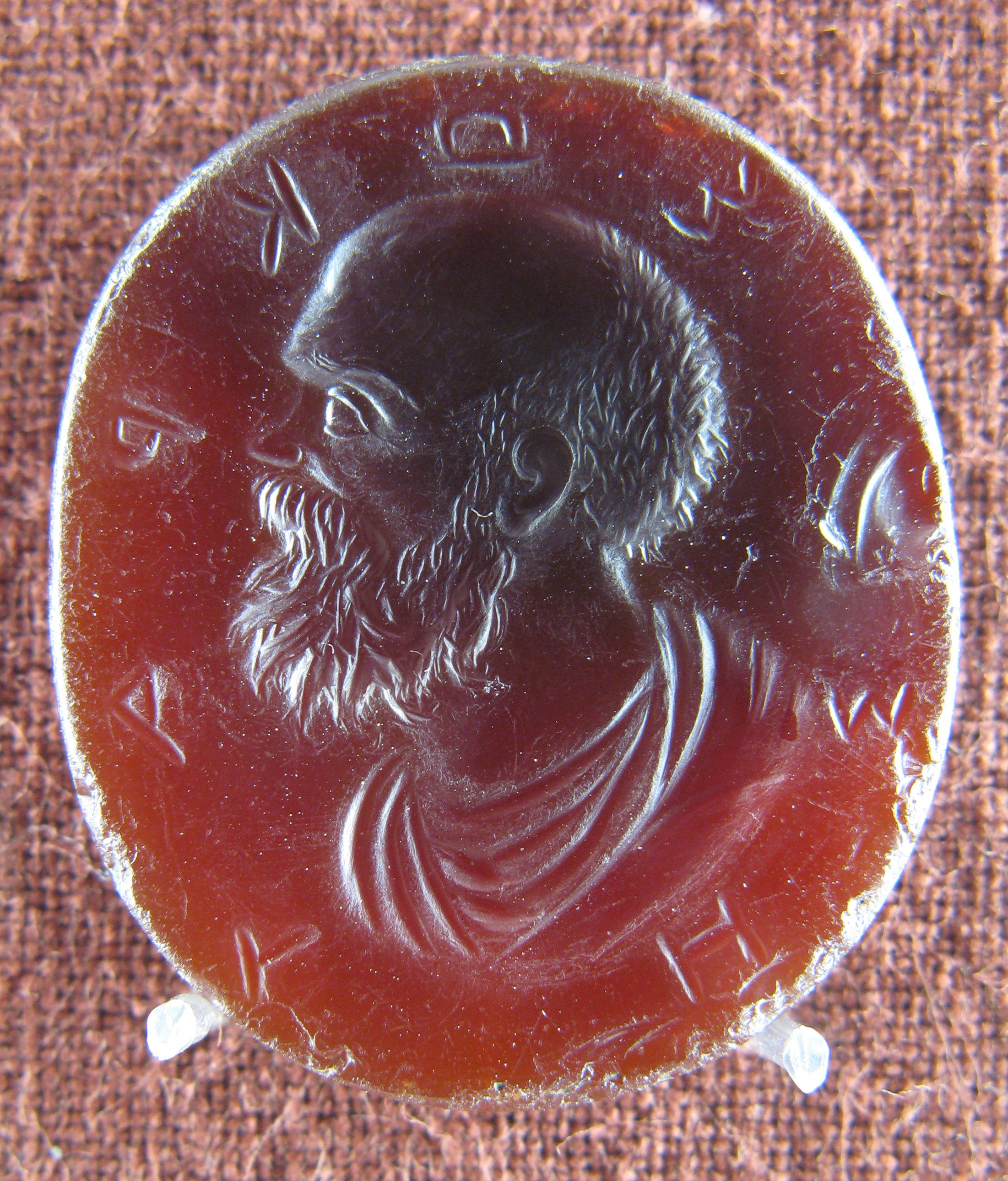
Gemma ellenistica in corniola incisa con busto di Socrate

Per gli antichi Egizi, la corniola era il rosso simbolo della vita (rappresentava infatti il sangue della dea Iside): legata a precise pratiche religiose, aveva il compito di accompagnare i defunti durante il viaggio verso l'aldilà , per questo la gemma si ritrova per esempio sul prezioso pettorale funerario del faraone Tutankhamon. In corniola venivano anche scolpiti molti animali sacri come l'ariete di Amon ed il falco Horus (simbolo del sole). 
Nel Buddhismo la corniola è uno dei sette tesori , simboleggiato ognuno da una diversa pietra preziosa, e rappresenta la saggezza.

### Sardonio
Sardonio è un termine oramai desueto ma che si trova in libri antichi per indicare la cornalina.
Nel «Lapidario estense», del XIV secolo, viene descritto come pietra di tre colori: bianco, nero e rosso, tutti chiari. In altre pubblicazioni viene descritto come varietà di calcedonio simile alla corniola ma più scura. Invece in uno dei primi trattati in volgare La composizione del mondo con le sue cascioni di Restoro d'Arezzo (anno 1282) viene descritto come pietra nera, bianca e di altri colori.
Il sardonio viene anche citato ne Il nome della rosa assieme al diaspro, nella Gerusalemme liberata di Torquato Tasso, nella Bibbia (Pentateuco - Esodo) dove a volte è sostituito con il termine cornalina, in Il piacere e in Le vergini delle rocce di Gabriele D'Annunzio.

## Paesi di estrazione
I giacimenti più noti, anticamente sfruttati già dai Romani , erano quelli situati in India (dove l'uso della corniola a scopo ornamentale è attestato già nei primi secoli del II millennio a.C.), in Arabia e Persia. Attualmente la corniola si estrae in Sud America nello stato brasiliano di Rio Grande do Sul e in Uruguay, la più ricercata proviene dalla regione di Pune in India 

## Curiosità
- La particolare bellezza della corniola entusiasmò anche Lord Byron, che ne regalò un esemplare a forma di cuore ad un giovinetto da lui molto amato, John Edleston[20], un corista dal volto angelico. A lui il grande poeta inglese dedicò la poesia The Cornelian[21] (1806), in cui tra l'altro scriveva: "Questa gemma non ha splendore apparente / nei miei ricordi resterà sempre cara; / con lucentezza ha brillato un'unica volta / e arrossisce di modestia come il suo donatore".
- La corniola è la pietra preziosa più importante nell'antica cultura religiosa islamica. Maometto, secondo la tradizione, indossava un anello con corniola con sopra incisi alcune versetti del Corano[22].La pietra simboleggia l'esistenza unica di Allah in quanto il solo vero dio.